# Pelecopsis paralleloides
Pelecopsis paralleloides är en spindelart som beskrevs av Andrei V. Tanasevitch och Victor Fet 1986. Pelecopsis paralleloides ingår i släktet Pelecopsis och familjen täckvävarspindlar. Inga underarter finns listade i Catalogue of Life.